# Moritz Wagner (baloncestista)
Victor Moritz Wagner (Berlín, 26 de abril de 1997) es un baloncestista alemán que pertenece a la plantilla de los Orlando Magic de la NBA. Con 2,11 metros de estatura, juega en la posición de pívot. Es el hermano mayor del también baloncestista profesional Franz Wagner.

## Trayectoria deportiva

### Primeros años
Comenzó su andadura en el baloncesto en las categrías inferiores del Alba Berlin de la Basketball Bundesliga, accediendo en 2014 al equipo filial que compite en la Regionalliga, el cuarto nivel del baloncesto alemán. Esa temporada llegó además a debutar con el primer equipo, en cuatro partidos de liga y en otros dos de la Euroliga, promediando 2,2 puntos por encuentro.

### Universidad
En 2015 se desplazó a Estados Unidos, donde jugó tres temporadas con los Wolverines de la Universidad de Míchigan, en las que promedió 10,4 puntos y 4,5 rebotes por partido. En su última temporada fue incluido en el segundo mejor quinteto de la Big Ten Conference tanto por los entrenadores como por la prensa especializada.
El 14 de abril de 2018 anunció que renunciaba al año que le quedaba como universitario para presentarse al Draft de la NBA, contratando un agente.

#### Estadísticas
| Año     | Equipo   | PJ  | PT | MPP  | %TC  | %3P  | %TL  | RPP | APP | ROB | TPP | PPP  |
| ------- | -------- | --- | -- | ---- | ---- | ---- | ---- | --- | --- | --- | --- | ---- |
| 2015–16 | Michigan | 30  | 0  | 8.6  | .607 | .167 | .556 | 1.6 | .1  | .2  | .2  | 2.9  |
| 2016–17 | Michigan | 38  | 38 | 23.9 | .560 | .395 | .726 | 4.2 | .5  | 1.0 | .4  | 12.1 |
| 2017–18 | Michigan | 39  | 39 | 27.6 | .528 | .394 | .694 | 7.1 | .8  | 1.0 | .5  | 14.6 |
| Total   | Total    | 107 | 77 | 21.0 | .547 | .385 | .698 | 4.5 | .5  | .8  | .4  | 10.4 |

### Profesional

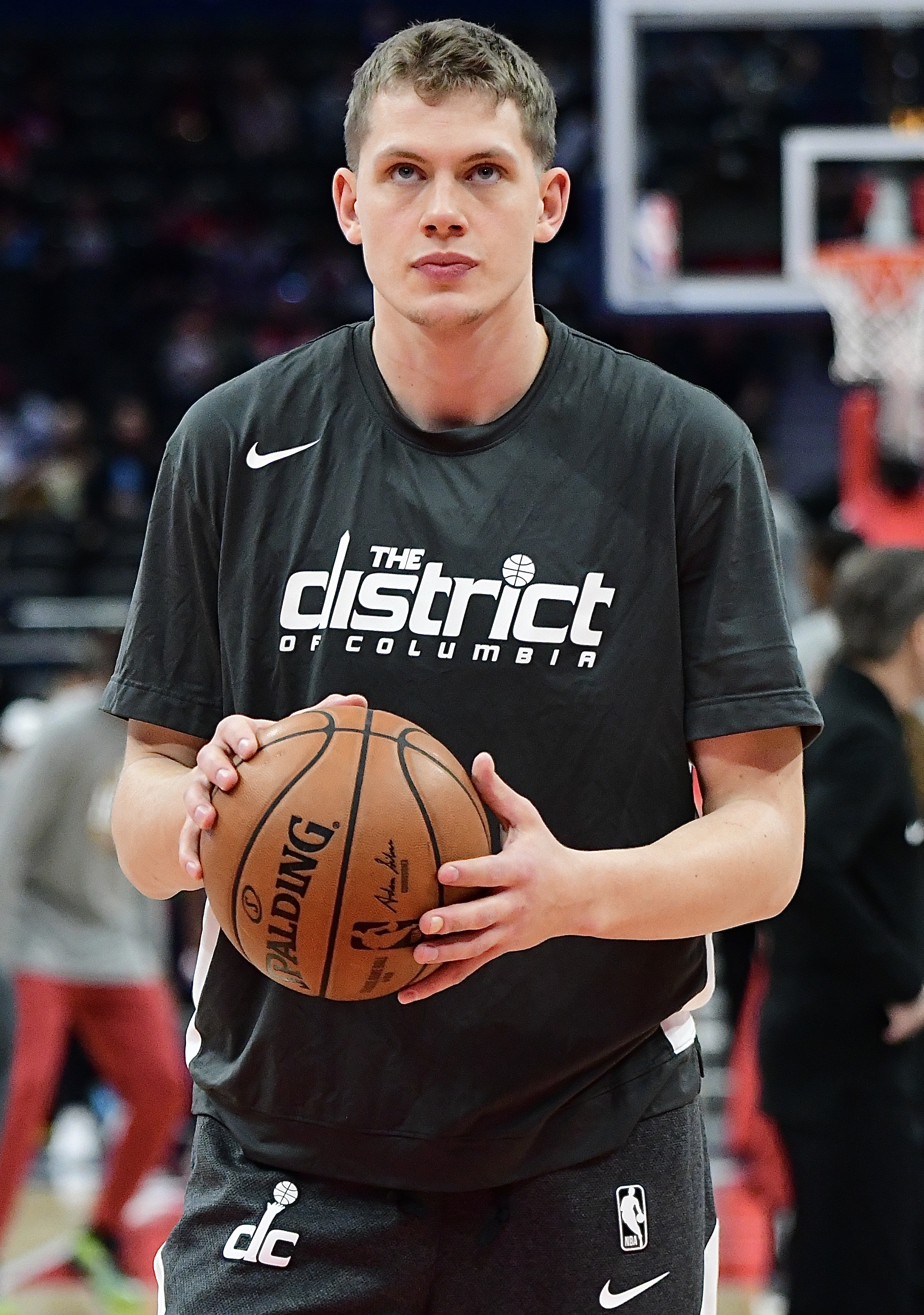
Wagner con los Wizards en 2020.

El 21 de junio de 2018, fue elegido en la posición vigesimoquinta del Draft de la NBA de 2018 por Los Angeles Lakers, equipo con quien firmó contrato el 1 de julio. Hizo su debut en la NBA el 17 de noviembre contra los Orlando Magic. El 2 de diciembre, en una victoria por 120-96 contra los Phoenix Suns, anotó sus primeros puntos en la NBA (un par de tiros libres) y terminó el partido con 10 puntos. El 9 de marzo de 2019 anotó 22 puntos, el máximo de la temporada, con seis rebotes, tres asistencias y un tapón en la primera titularidad de su carrera en una derrota por 107-120 ante los Boston Celtics.
El 6 de julio de 2019, Wagner fue traspasado a Washington Wizards, junto con Isaac Bonga y Jemerrio Jones. El 15 de noviembre, jugando contra los Minnesota Timberwolves, se convirtió en el primer jugador de la NBA en anotar 30 puntos y obtener 15 rebotes saliendo desde el banquillo desde Yao Ming en 2002, y el primero en registrar tales números en menos de 26 minutos jugados desde Len Chappell en 1967.
El 25 de marzo de 2021, es traspasado a Boston Celtics, en un intercambio entre tres equipos. Después de 9 encuentros con los Celtics, el 16 de abril, es cortado para hacer hueco en la plantilla a Jabari Parker. El 26 de marzo hizo su debut con los Celtics en una victoria por 122-114 sobre los Milwaukee Bucks, terminando con tres puntos y cinco rebotes en 10 minutos de juego. El 16 de abril fue despedido.
El 27 de abril de 2021 firmó para el resto de la temporada con los Orlando Magic. Tras sus buenas actuaciones, ese verano, firma un contrato por dos años más con los Magic, los cuales han elegido a su hermano Franz en el Draft de la NBA de 2021. El 1 de mayo, anotó 24 puntos, la mayor cantidad de la temporada, en su tercer partido con los Magic. Anotó un triple que empató el partido a 109 con 1 minuto y 16 segundos restantes para el final, lo que contribuyó a la victoria de Orlando por 112-111 sobre los Memphis Grizzlies.
El 2 de julio de 2023 firma una extensión de contrato con los Magic por dos años y $16 millones.
El 3 de julio de 2024 renueva su contrato con los Magic por dos temporadas y $22 millones, tras rechazar su opción de jugador.
El 4 de julio de 2025 acuerda una temporada más con los Magic por $5 millones.

## Selección nacional
Con la selección júnior de Alemania disputó y ganó el EuroBasket (División B) Sub-18 de 2014 en Bulgaria. Luego promedió 16,1 puntos, siendo el máximo anotador alemán, en el EuroBasket Sub-20 de 2017.
En verano de 2021, fue parte de la selección absoluta alemana que participó en los Juegos Olímpicos de Tokio 2020, que quedó en octavo lugar.
Durante agosto y septiembre de 2023 fue integrante de la selección de Alemania que participó en el Mundial de 2023 celebrado en Asia, y que ganó el oro, tras ganar la final ante Serbia.
Entre julio y agosto de 2024 fue parte de la selección absoluta de Alemania, que disputó los Juegos Olímpicos de París, finalizando en cuarta posición, tras perder la final de consolación ante Serbia.

## Estadísticas de su carrera en la NBA

### Temporada regular
| Año     | Equipo      | PJ  | PT | MPP  | %TC  | %3P  | %TL  | RPP | APP | ROB | TPP | PPP  |
| ------- | ----------- | --- | -- | ---- | ---- | ---- | ---- | --- | --- | --- | --- | ---- |
| 2018-19 | L.A. Lakers | 43  | 5  | 10.4 | .415 | .286 | .811 | 2.0 | .6  | .3  | .3  | 4.8  |
| 2019-20 | Washington  | 43  | 5  | 18.6 | .545 | .313 | .821 | 4.9 | 1.2 | .6  | .4  | 8.7  |
| 2020-21 | Washington  | 25  | 13 | 15.0 | .508 | .310 | .788 | 2.9 | 1.3 | .9  | .3  | 7.1  |
| 2020-21 | Boston      | 9   | 1  | 8.3  | .286 | .333 | .500 | 2.1 | .7  | .0  | .1  | 1.2  |
| 2020-21 | Orlando     | 11  | 10 | 26.0 | .409 | .372 | .879 | 4.9 | 1.1 | .4  | .8  | 11.0 |
| 2021-22 | Orlando     | 63  | 3  | 15.2 | .497 | .328 | .806 | 3.7 | 1.4 | .3  | .2  | 9.0  |
| 2022-23 | Orlando     | 57  | 18 | 19.5 | .500 | .313 | .841 | 4.5 | 1.5 | .6  | .2  | 10.5 |
| 2023-24 | Orlando     | 80  | 1  | 17.7 | .601 | .330 | .814 | 4.3 | 1.2 | .5  | .3  | 10.9 |
| 2024-25 | Orlando     | 30  | 1  | 18.8 | .562 | .360 | .718 | 4.9 | 1.4 | .8  | .4  | 12.9 |
| Total   | Total       | 363 | 57 | 16.7 | .525 | .324 | .807 | 4.0 | 1.3 | .5  | .3  | 9.2  |

### Playoffs
| Año   | Equipo  | PJ | PT | MPP  | %TC  | %3P  | %TL  | RPP | APP | ROB | TPP | PPP |
| ----- | ------- | -- | -- | ---- | ---- | ---- | ---- | --- | --- | --- | --- | --- |
| 2024  | Orlando | 7  | 0  | 15.0 | .444 | .222 | .588 | 4.4 | .3  | .9  | .4  | 6.3 |
| Total | Total   | 7  | 0  | 15.0 | .444 | .222 | .588 | 4.4 | .3  | .9  | .4  | 6.3 |